# Smarden
Smarden – wieś w Anglii, w hrabstwie Kent, w dystrykcie Ashford. Leży 20 km na południowy wschód od miasta Maidstone i 72 km na południowy wschód od centrum Londynu. W 2001 miejscowość liczyła 1222 mieszkańców.